# Cantón de Landivy
El cantón de Landivy era una división administrativa francesa, que estaba situada en el departamento de Mayenne y la región de Países del Loira.

## Composición
El cantón estaba formado por nueve comunas:
- Désertines
- Fougerolles-du-Plessis
- La Dorée
- Landivy
- Montaudin
- Pontmain
- Saint-Berthevin-la-Tannière
- Saint-Ellier-du-Maine
- Saint-Mars-sur-la-Futaie

## Supresión del cantón de Landivy
En aplicación del Decreto nº 2014-209 de 21 de febrero de 2014, el cantón de Landivy fue suprimido el 22 de marzo de 2015 y sus 9 comunas pasaron a formar parte del nuevo cantón de Gorron.